# 若宮站
- 關於曾經同名的石川縣廢站，請見「北町站」。
- 關於南海電鐵曾經存在的廢站，請見「南海高野線#廢站」。

若宮站（日语：／ Wakamiya eki */?）是位於福島縣河沼郡會津坂下町大字五之併，東日本旅客鐵道（JR東日本）的只見線車站。

## 歷史
- 1934年（昭和9年）11月1日：此旅客車站啟用。
- 1945年（昭和20年）6月10日：暫停營業。
- 1946年（昭和21年）6月10日：恢復營業。
- 1987年（昭和62年）4月1日：伴隨國鐵分割民營化，車站由東日本旅客鐵道（JR東日本）營運。

## 車站構造
此站是地面車站，設有1面1線的單式月台。此站是由會津坂下站管理的無人車站。在月台上設有候車室。

## 使用狀況
在2004年度的1日平起乘車人次為14人。
| 乘車人員變化 | 乘車人員變化 |
| 年度         | 1日平均人次  |
| ------------ | ------------ |
| 2000         | 16           |
| 2001         | 14           |
| 2002         | 16           |
| 2003         | 14           |
| 2004         | 14           |

## 車站周邊
車站周邊都是稻田。村落四散至各處。
- 福島縣道22號會津坂下會津高田線（日语：福島県道22号会津坂下会津高田線）

## 相鄰車站
東日本旅客鐵道（JR東日本）
■只見線
新鶴－若宮－會津坂下

## 注腳
1. ↑  第120回福島県統計年鑑 （页面存档备份，存于）（日語）

## 外部連結
- 車站資訊（若宮）：東日本旅客鐵道（日語）